# Дударева, Мария Петровна
Мари́я Петро́вна Ду́дарева (7 октября 1923, село Троицкое (сегодня — Талды-Курганский район Алматинской области), Казахская ССР, СССР — дата и место смерти не известны, СССР) — колхозница, Герой Социалистического Труда (1948).

## Биография
Родилась в 1923 году в селе Троицкое. С 1937 года работала в сельскохозяйственной артели «Первое Мая» Талды-Курганского района Талды-Курганской области. C 1939 года работала звеньевой полеводческого звена.
В 1947 году полеводческое звено, которым руководила Мария Дударева, собрало 801,5 центнеров сахарной свеклы с 2 гектаров и на остальной площади — по 663 центнера сахарной свеклы с каждого гектара. За эту трудовую деятельность Мария Дударева была удостоена в 1948 году звания Героя Социалистического Труда.
В должности звеньевой проработала 23 года; всего в колхозе проработала 44 года. По состоянию здоровья была вынуждена перейти на работу заведующей детским садом, позже работала в плодовом саду. Затем вышла на пенсию.
Избиралась депутатом районного и областного Советом народных депутатов. В 1981 году переехала в Новосибирск. 

## Награды
- Герой Социалистического Труда — Указом Президиума Верховного Совета от 28 марта 1948 года.
- Орден Ленина (1948).
- Медали.
- Памятный знак «За труд на благо города» (Новосибирск, 2013)[2].

## Источник
- Герои Социалистического труда по полеводству Казахской ССР. Алма-Ата. 1950.